# Dióssy Gábor
Dióssy Gábor (Bonyhád, 1961. február 12. –) magyar közgazdász, államtitkár. Az SZDSZ Tolna megyei alelnöke volt.

## Életpályája
1983-ban diplomázott a Külkereskedelmi Főiskola hallgatójaként. 1984–1989 között a Nikexnél üzletkötő és eladó volt. 1987-ben elvégezte a Marx Károly Közgazdaságtudományi Egyetemet. 1989–1991 között a PriceWaterhouse Budapest Kft.-nél vállalatvezetési tanácsadó, 1991–1994 között menedzser, 1994–1996 között vezető menedzser volt.
1991-ben végzett a Pittsburghi Egyetemen. 1996–1999 között a Bankár Holding Rt. vállalati pénzügyekért felelős igazgatója volt. 1998–1999 között a Telki Magánkórház és Egészségügyi Kft. ügyvezető igazgatója volt. 1999–2002 között a Graphisoft R & D Rt. befektetői kapcsolatokért, 2002–2004 között nemzetközi ügyekért felelős igazgatója volt.
2005-ben a Dy-Con Kft. ügyvezető igazgatója volt. 2005–2006 között és 2008-ban a Gazdasági és Közlekedési Minisztérium (GKM) politikai államtitkára volt. 2006-ban országgyűlési képviselőjelölt volt. 2006–2007 között a MÁV Cargo Rt. igazgatóságának elnöke volt.
Angolul, németül és franciául beszél.

## Családja
Szülei Dióssy János és Tarcsay Mária Éva. Felesége, Marianna. Három gyermeke született: András (1989), Zsolt (1992) és Anna Vera (1994). Testvére, Dióssy László (1957–) agrármérnök.